# Драгомірешть (Тіміш)
Драгомірешть, Драгомірешті (рум. Dragomirești) — село у повіті Тіміш в Румунії. Входить до складу комуни Штюка.
Село розташоване на відстані 348 км на захід від Бухареста, 61 км на південний схід від Тімішоари.

## Історія
Перша згадка про село датується 1439 роком. Назва, ймовірно, походить від назви долини Драгомірешть.
У 1930 році населення села складало 621 особу, серед яких румунів — 584 особи, німців — 26 осіб, угорців — 10 осіб, інших — 1 особа.
Починаючи з 1964–1966 років село почали активно заселяти етнічні українці з Мармарощини. Так за даними 1977 року населення Драгомірешть становило 473 особи, з яких за етнічним складом було 404 українця, 62 румуна і 7 осіб інших національностей.
1992 року в селі налічувалося 383 жителя, серед них українців — 363 особи, румунів — 14 осіб, інших — 6 осіб.

## Населення
За даними перепису населення 2002 року у селі проживали 390 осіб.
Національний склад населення села:
| Національність | Кількість осіб | Відсоток |
| -------------- | -------------- | -------- |
| українці       | 366            | 93,8%    |
| румуни         | 21             | 5,4%     |

Рідною мовою назвали:
| Мова       | Кількість осіб | Відсоток |
| ---------- | -------------- | -------- |
| українська | 361            | 92,6%    |
| румунська  | 25             | 6,4%     |

## Пам'ятки
У Драгомірешті знаходиться дерев'яна православна церква 1754 року побудови.

## Гелерея

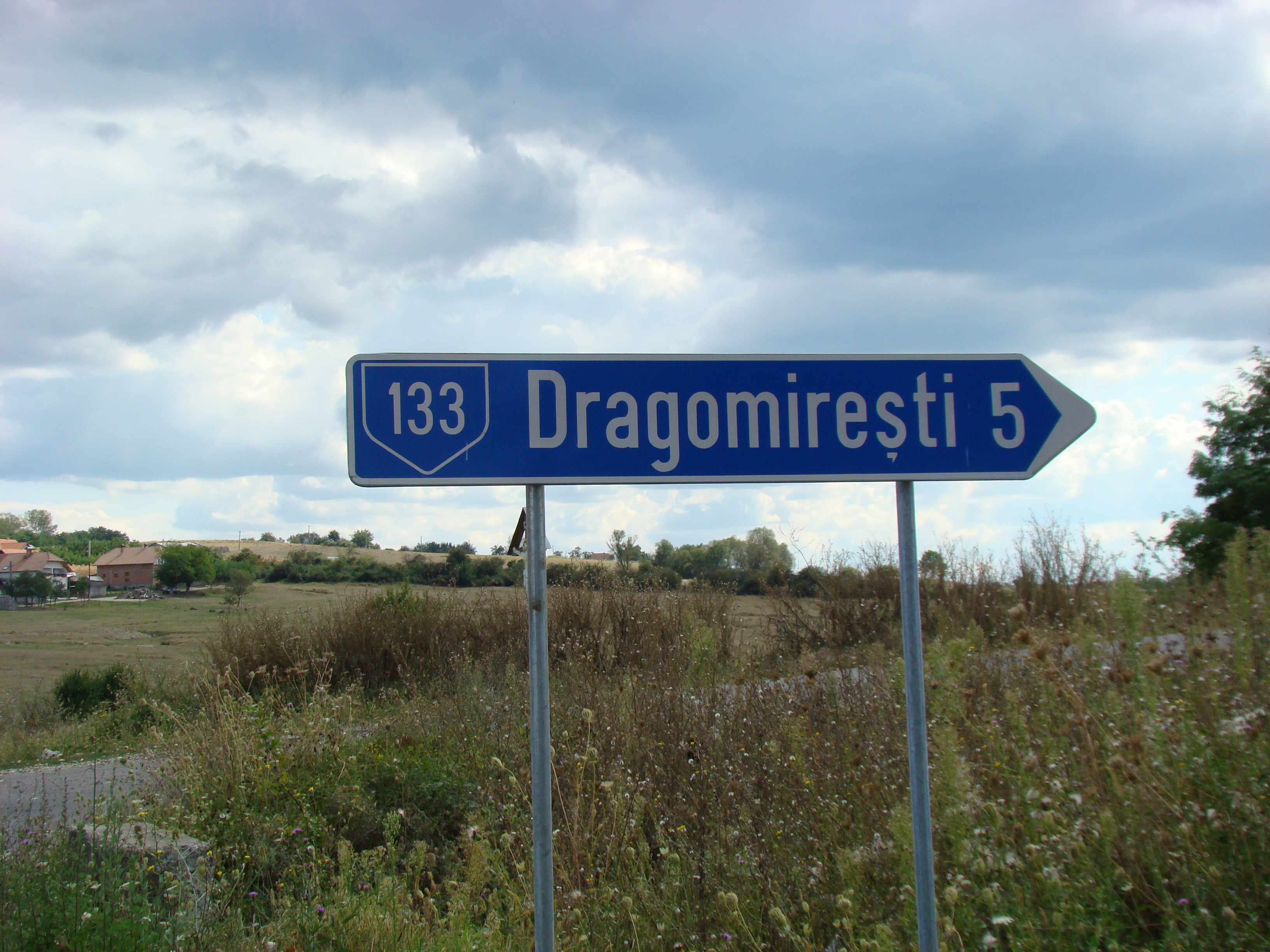
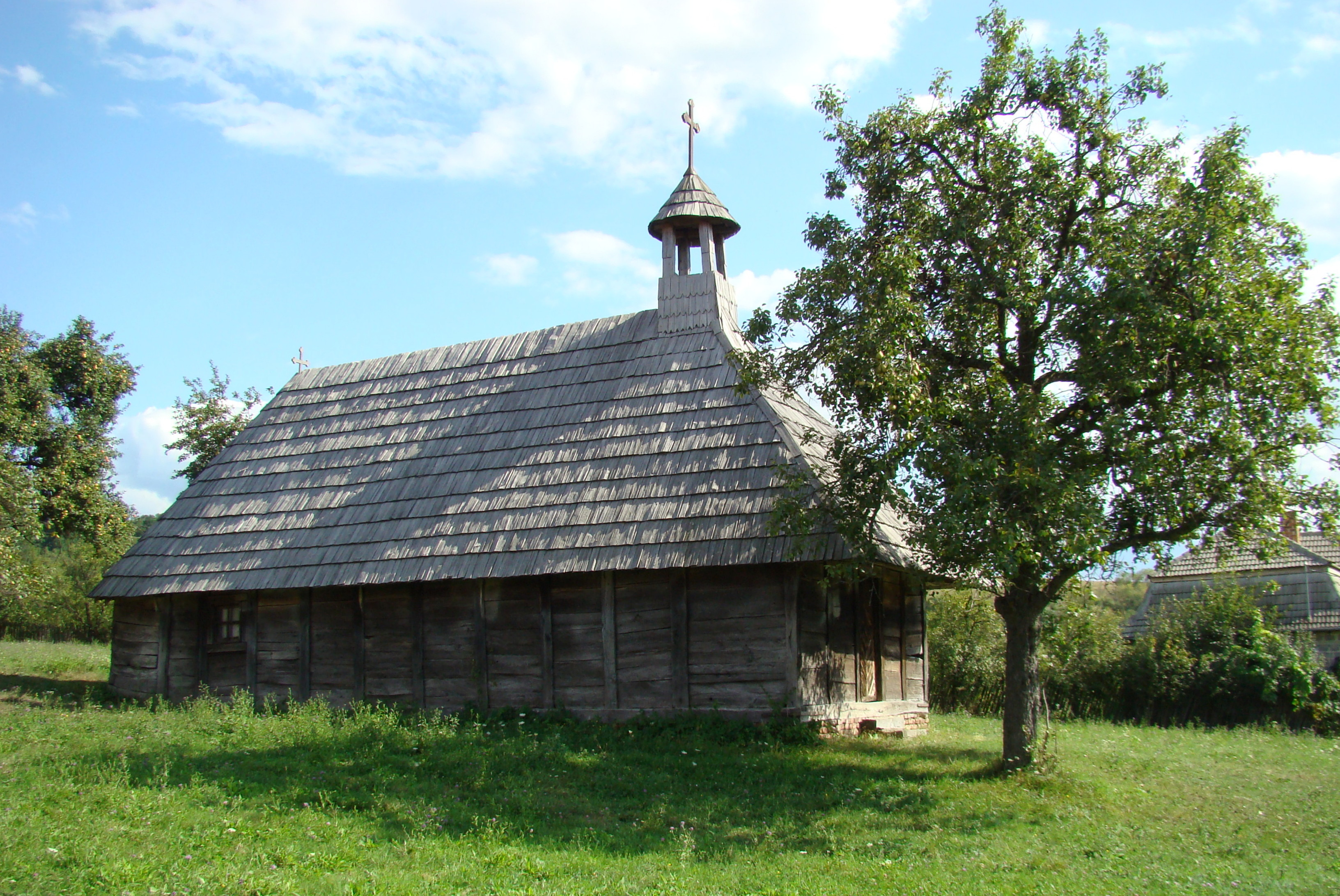
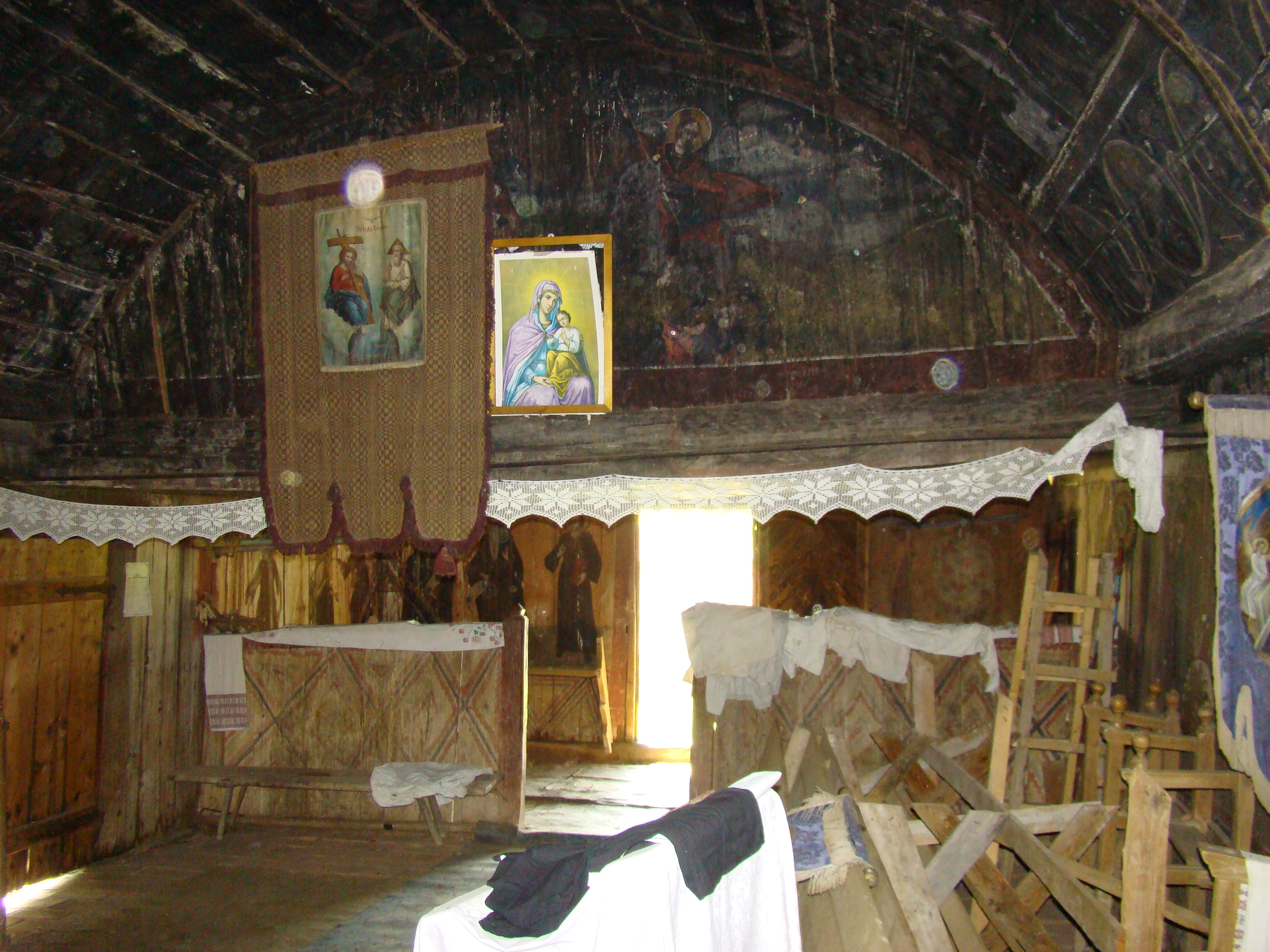